# بيت القربى (كحلان عفار)

تعديل مصدري - تعديل

بيت القربى هي إحدى قرى عزلة عزان بمديرية كحلان عفار التابعة لمحافظة حجة، بلغ تعداد سكانها 219 نسمة حسب تعداد اليمن لعام 2004.